# Modelado de redes metabólicas

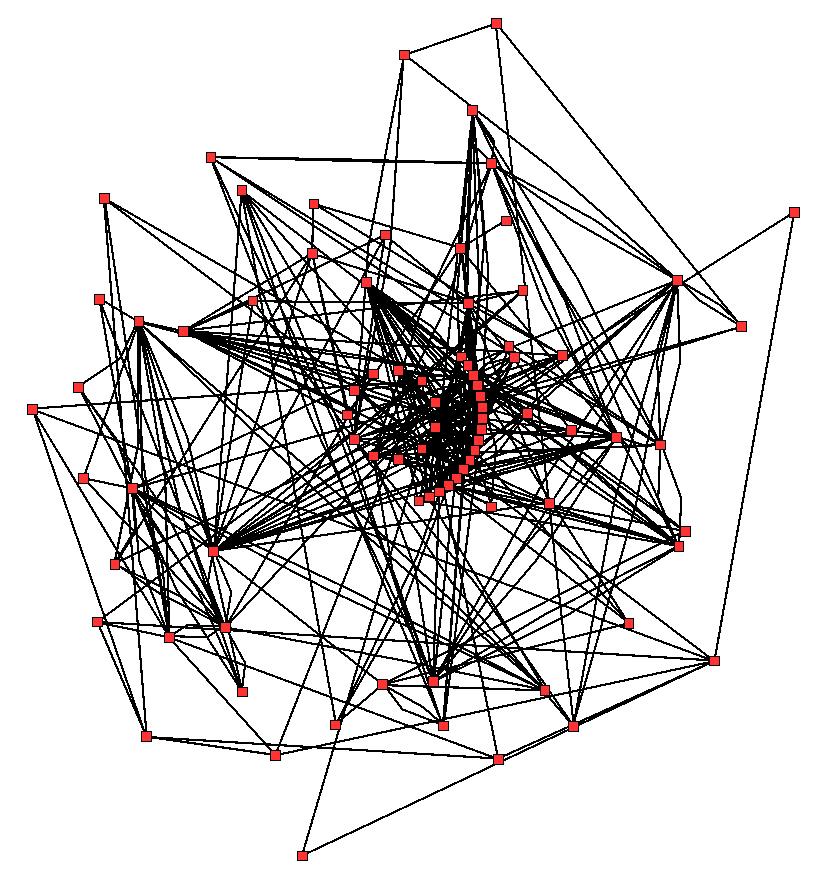
Red metabólica mostrando las interacciones entre las enzimas y los metabolitos en el ciclo de ácido cítrico en Arabidopsis thaliana. Las enzimas y los metabolitos son los puntos rojos y sus interacciones son las líneas

La reconstrucción y simulación de rutas metabólicas permite una visión más detallada de los mecanismos moleculares de un organismo en específico. En particular, estos modelos correlacionan el genoma con la fisiología molecular. Una reconstrucción rompe las vías metabólicas (tales como la glucólisis y el ciclo del ácido cítrico) en sus respectivas reacciones y enzimas, y los analiza en la perspectiva de una red entera. En términos simples, una reconstrucción reúne toda la información metabólica relevante de un organismo y la compila en un modelo matemático. La validación y el análisis de las reconstrucciones permite la identificación de características clave del metabolismo, como el rendimiento del crecimiento, la distribución de recursos, la robustez de la red y la esencialidad de genes. Este conocimiento puede ser aplicado para la creación de biotecnología novedosa.
En general, el proceso para elaborar una reconstrucción es el siguiente:
1. Hacer un borrador de la reconstrucción
2. Clarificar el modelo
3. Convertir el modelo en una representación matemática o computacional
4. Evaluar y depurar el modelo por medio de experimentación

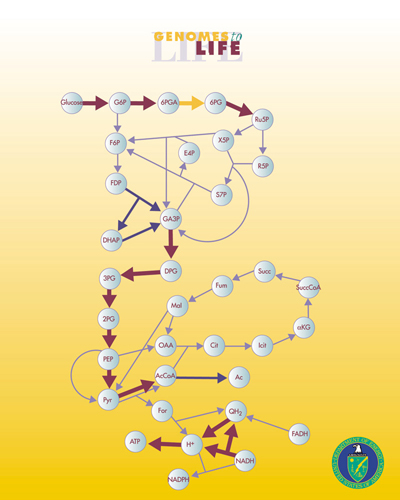
Modelo de la red metabólica para Escherichia coli.

## Reconstrucción metabólica a escala genómica
Una reconstrucción metabólica proporciona una plataforma matemática altamente estructurada para entender los sistemas biológicos de las vías metabólicas dentro de un organismo. La integración de las rutas metabólicas bioquímicas con secuencias del genoma no registradas ha desarrollado los llamados modelos metabólicos de escala genómica. En pocas palabras, estos modelos corresponden a genes del metabolismo de las vías metabólicas. En general, a mayor información disponible sobre la fisiología, la bioquímica y la genética del organismo objetivo, mejor será la capacidad de predicción de los modelos reconstruidos. El proceso de reconstrucción de las redes metabólicas de eucariotas y procariotas es esencialmente el mismo. Las reconstrucciones de eucariotas normalmente son más difíciles debido al tamaño de su genoma, a la cobertura de conocimientos y la multitud de compartimiento celulares. El primer modelo metabólico a escala genómica fue generado en 1995 para Haemophilus influenzae. En 1998 se reconstruyó el primer organismo multicelular, C. elegans. Desde entonces, se han realizado muchas reconstrucciones. Par ver la lista de las reconstrucciones que se han convertido en un modelo experimentalmente validado, véase http://sbrg.ucsd.edu/InSilicoOrganisms/OtherOrganisms.
| Organismo                  | Genes en el Genoma | Genes en el Modelo | Reacciones | Metabolitos | Fecha de reconstrucción | Referencia |
| -------------------------- | ------------------ | ------------------ | ---------- | ----------- | ----------------------- | ---------- |
| Haemophilus influenzae     | 1,775              | 296                | 488        | 343         | Junio de 1999           | [ 3 ]      |
| Escherichia coli           | 4,405              | 660                | 627        | 438         | Mayo de 2000            | [ 5 ]      |
| Saccharomyces cerevisiae   | 6,183              | 708                | 1,175      | 584         | Febrero de 2003         | [ 6 ]      |
| Mus musculus               | 28,287             | 473                | 1220       | 872         | Enero de 2005           | [ 7 ]      |
| Homo sapiens               | 21,090             | 3,623              | 3,673      | --          | Enero de 2007           | [ 9 ]      |
| Mycobacterium tuberculosis | 4,402              | 661                | 939        | 828         | Junio de 2007           | [ 10 ]     |
| Bacillus subtilis          | 4,114              | 844                | 1,020      | 988         | Septiembre de 2007      | [ 11 ]     |
| Synechocystis sp. PCC6803  | 3,221              | 633                | 831        | 704         | Octubre de 2008         | [ 12 ]     |
| Salmonella typhimurium     | 4,489              | 1,083              | 1,087      | 774         | Abril de 2009           | [ 13 ]     |
| Arabidopsis thaliana       | 27,379             | 1,419              | 1,567      | 1,748       | Febrero de 2010         | [ 14 ]     |

## Elaboración de una reconstrucción

### Recursos
Debido a que la escala de tiempo para el desarrollo de reconstrucciones es muy reciente, la mayoría de las reconstrucciones se han construido de manera manual. Sin embargo, en la actualidad existen algunos recursos que permiten el montaje semiautomático de estas reconstrucciones, son utilizados debido al tiempo y esfuerzo que se necesita para realizar una reconstrucción. Una rápida reconstrucción inicial se puede desarrollar de manera automática utilizando recursos como PathoLogic o ERGO junto con enciclopedias como MetaCyc, y después realizando una actualización de manera manual usando recursos como PathwayTools. Estos métodos semiautomáticos posibilitan una creación rápida, mientras se realizan los ajustes requeridos una vez que se encuentran nuevos métodos experimentales. De esta manera el campo de las reconstrucciones metabólicas crecerá debido al constante aumento del número de genes registrados.
Bases de datos
- Kyoto Encyclopedia of Genes and Genomes (KEGG): una base de datos bioinformática que contiene información sobre genes, proteínas, reacciones y vías. La sección de ‘KEGG Organisms’, se encuentra dividida en procariotas y eucariotas, abarca muchos organismos de los cuales sus genes y ADN se puede buscar de manera sencilla escribiendo el nombre de la enzima elegida.
- BioCyc, EcoCyc, y MetaCyc: BioCyc es una colección de la base de datos de 3,000 vías/genomas (como de Oct 2013), cada base de datos está dedicada a un organismo. Por ejemplo, EcoCyc es una base de datos bioinformática altamente detallada acerca del genoma y la reconstrucción metabólica de Escherichia coli, incluye descripciones exhaustivas de la batería y de la red de señalización y regulación de vías. La base de datos EcoCyc puede funcionar como un paradigma y modelo para cualquier reconstrucción. Además, MetaCyc, una enciclopedia de vías metabólicas y enzimas experimentales, contiene 2,100 vías metabólicas y 11,400 reacciones metabólicas (Oct 2013).
- ENZYME: Base de datos de la nomenclatura de las enzimas (parte del servidor de proteómica ExPASy servidor del Swiss Institute of Bioinformatics). Después de buscar una enzima en particular en la base de datos, este recurso informa la reacción que cataliza. Esta tiene enlaces directos a otras bases de datos de genes/enzimas/literatura como KEGG, BRENDA, y PUBMED.
- BRENDA: Una amplia base de datos de enzimas que permite la búsqueda de enzimas por su nombre, número EC, u organismo.
- BiGG: Base de conocimientos de la bioquímica, genética y genómica de la reconstrucciones de las redes metabólicas.
- metaTIGER: Es una colección de perfiles metabólicos e información sobre la filogenia de un rango diverso de eucariotas que provee nuevas facilidades para ver y comparar los perfiles metabólicos entre organismos.

| Base de datos | Alcance | Alcance | Alcance    | Alcance | Alcance     |
| ------------- | ------- | ------- | ---------- | ------- | ----------- |
|               | Enzimas | Genes   | Reacciones | Rutas   | Metabolitos |
| KEGG          | X       | X       | X          | X       | X           |
| BioCyc        | X       | X       | X          | X       | X           |
| MetaCyc       | X       |         | X          | X       | X           |
| ENZYME        | X       |         | X          |         | X           |
| BRENDA        | X       |         | X          |         | X           |
| BiGG          |         | X       |            | X       | X           |

Herramientas para el Modelado Metabólico
- Pathway Tools: Paquete de software de bioinformática que ayuda a la construcción de rutas genómicas de las bases de datos como EcoCyc.[15] Desarrollada por Peter Karp y asociados en el SRI International Bioinformatics Research Group, las herramientas para las rutas tienen varios componentes. Su módulo PathoLogic toma un genoma anotado para un organismo e infiere probables reacciones metabólicas y rutas para producir una nueva base de datos de ruta/genoma. Su componente MetaFlux puede generar un modelo metabólico cuantitativo para esa base de datos de ruta/genoma usando un análisis de balance de flujo. Su componente Navigator provee extensas herramientas de visualización y consulta, como la visualización de metabolitos, rutas y la red metabólica completa.
- ERGO: Servicio basado en la suscripción, desarrollado por Integrated Genomics. Integra datos de todos los niveles incluyendo genómica, datos bioquímicos, literatura, y el análisis de alto rendimiento de una red en una ruta metabólica y no metabólica, de fácil comprensión.
- KEGGtranslator:[16][17] Una aplicación autónoma fácil de usar en la que se puede visualizar y convertir archivos de KEGG (formato KGML, archivos XML) en múltiples formatos de salidas. A diferencia de otros traductores, KEGGtranslator es compatible con una gran variedad de formatos salida, puede aumentar la información en los documentos traducidos (por ejemplo, anotaciones MIRIAM), modifica los componentes que faltan para las reacciones fragmentarias dentro de la vía para permitir simulaciones al respecto. KEGGtranslator convierte estos archivos estos archivos a SBML, BioPAX, SIF, SBGN, SBML con una extensión de modelado cualitativo[18] GML, GraphML, JPG, GIF, látex, etc.

Las rutas en KEGG pueden ser obtenidas de manera directa dentro de la aplicación.
- Model SEED (enlace roto disponible en Internet Archive; véase el historial, la primera versión y la última).: Recurso en línea para el análisis, la comparación, reconstrucción y curación de los modelos metabólicos a escala genómica.[19] Los usuarios pueden subir las secuencias del genoma al sistema de anotación RAST, y la anotación resultante puede ser entubada automáticamente en el modelo SEED para producir un borrador del modelo metabólico. El modelo SEED construye automáticamente una red de reacciones metabólicas, asociaciones de reacciones gen-proteína para cada reacción, y la composición de la biomasa de cada genoma para producir un modelo del metabolismo microbiano que puede ser estimulado usando Análisis de Balance de Flujo.
- MetaMerge: Algoritmo para la conciliación semiautomática de algunas reconstrucciones existentes de la red metabólica en un único modelo.[20]

Herramientas para la literatura
- PUBMED: Esta librería en línea desarrollada por el National Center for Biotechnology Information, contiene una colección masiva de revistas médicas. Utilizando el enlace web proporcionado por ENZYM, la búsqueda puede ser directa hacia el organismo de interés, recuperando así la literatura sobre la enzima y su uso en el interior del organismo.

### Metodología para un proyecto de reconstrucción
Una reconstrucción se construye por medio de la compilación de datos de los recursos anteriormente mencionados. Herramientas de base de datos como KEGG y BioCyc se pueden utilizar en conjunto para encontrar todos los genes metabólicos del organismo de interés. Estos genes serán comparados con organismos estrechamente relacionados de los cuales ya han sido desarrolladas reconstrucciones para así encontrar genes homólogos y sus reacciones. Los genes homólogos y las reacciones son transferidos de las reconstrucciones conocidas para formar el proyecto de reconstrucción del organismo de interés. Herramientas como ERGO, Pathway Tools and Model SEED puede compilar datos de una ruta para formar una red de rutas metabólicas y no metabólicas. Estas redes se verifican y refinan antes de convertirlas en una simulación matemática.
El aspecto predictivo de una reconstrucción metabólica depende de la capacidad para predecir la reacción bioquímica catalizada por una proteína usando la secuencia de aminoácidos de esa proteína como una entrada, y para deducir la estructura de una red metabólica basada sobre el conjunto previsto de reacciones. Una red de enzimas y metabolitos es redactada para relacionar secuencias y funciones. Cuando una proteína no caracterizada es encontrada en el genoma, se compara primero su secuencia de aminoácidos con la de proteínas que ya han sido caracterizadas para buscar homología. Al encontrar una proteína homóloga, se considera que las proteínas tienen un ancestro en común y se infiere que sus funciones son similares.
Sin embargo, la calidad de un modelo de reconstrucción depende de su capacidad de inferir con precisión el fenotipo directamente de la secuencia, por lo que esta estimación aproximada de la función de proteínas no es suficiente. Una serie de algoritmos bioinformáticos y recursos se han desarrollado para el refinamiento de las asignaciones basados en homología de secuencia de funciones de la proteína:
- InParanoid Archivado el 3 de mayo de 2021 en Wayback Machine.: Identifica eucariotas ortólogas observando sus in-paralogos.
- CDD: Recurso para la anotación de unidades funcionales en proteínas. Su colección de modelos de dominios utiliza la estructura en 3D para proporcionar información sobre las relaciones de secuencia / estructura / función.
- InterPro: Proporciona análisis funcional de proteínas por medio de su clasificación en familias y con la predicción de dominios y sitios importantes.
- STRING: Base de datos de interacciones de proteínas conocidas o pronosticadas.

Una vez que se han establecido las proteínas, se puede obtener mayor información sobre la estructura de la enzima, las reacciones catalizadas, sustratos, productos y mecanismos de las bases de datos como KEGG, MetaCyc y NC-IUBMB. Reconstrucciones metabólicas precisas requieren información adicional acerca de la reversibilidad y la dirección fisiológica preferida de una reacción catalizada por la enzima, esto puede obtenerse de bases de datos como BRENDA o MetaCyc.

## Refinamiento del Modelo
Una reconstrucción metabólica inicial de un genoma está muy lejos de ser perfecta, debido a la alta variabilidad y la diversidad de microorganismos. A menudo, las bases de datos de rutas metabólicas tales como KEGG y MetaCyc tendrán "agujeros", lo que significa que existe una transformación de sustrato a producto (ejemplo, una actividad enzimática) para la cual no existe ninguna proteína conocida en el genoma que codifica la enzima que facilita la catálisis. Lo que también puede ocurrir en las reconstrucciones de forma semiautomática es que algunas vías son falsamente predichas y en realidad no ocurren de la manera prevista. Debido a esto, una verificación sistemática se hace con el fin de asegurarse de que no existan inconsistencias y que todas las indicaciones que figuran son correctas y exactas. Por otra parte, la literatura previa se puede investigar con el fin de apoyar cualquier información obtenida de una de las muchas bases de datos de reacciones metabólicas y genomas. Esto proporciona un mayor nivel de aseguramiento para la reconstrucción, de que la enzima y la reacción que cataliza realmente ocurre en el organismo.
Cualquiera de las nuevas reacciones que no este presente en las bases de datos debe ser añadida a la reconstrucción. Este es un proceso interactivo que ronda entre la fase experimental y la de codificación. Como se encuentra nueva información sobre el organismo objetivo, el modelo se ajustara para predecir la salida fenotípica y metabólica de la célula. La presencia o ausencia de ciertas reacciones del metabolismo afectaran a la cantidad de reactivos/productos que están presentes para otras reacciones dentro de una vía en particular. Esto se debe a que los productos en una reacción se convertirán en los reactivos de otra, es decir, productos de una reacción pueden combinarse con otras proteínas o compuestos para formar nuevas proteínas/compuestos en presencia de diferentes enzimas o catalizadores.
Francke et al.  proporcionaron un excelente ejemplo del por qué el paso de verificación del proyecto necesita ser realizado en detalle significativo. Durante una reconstrucción de la red metabólica de Lactobacillus plantarum, el modelo mostró que la Succinil-CoA era uno de los reactivos para una reacción que era parte de la biosíntesis de la metionina. Sin embargo, una comprensión de la fisiología del organismo habría revelado que debido a una ruta incompleta del ácido tricarboxílico, Lactobacillus plantarum en realidad no produce Succinil-CoA, y el reactivo correcto para esa parte de la reacción era Acetil-CoA.
Por lo tanto, la verificación sistemáticas de la reconstrucción inicial traerá a la luz varias inconsistencias que pueden afectar la interpretación final de la reconstrucción, que permite comprender de manera exacta el mecanismo molecular del organismo. Además, el paso de simulación también asegura que todas las reacciones presentes en la reconstrucción están correctamente equilibradas. En resumen, una reconstrucción que es totalmente exacta, puede conducir a un mayor conocimiento acerca de la comprensión del funcionamiento del organismo de interés.

## Simulación de redes metabólicas
Una ruta metabólica se puede desglosar en distintos componentes, la matriz estequiométrica donde las filas representan los compuestos de las reacciones, mientras que las columnas de la matriz corresponden a las reacciones mismas. La estequiometría es una relación cuantitativa entre sustratos y una reacción química. Para deducir lo que la red metabólica sugiere, investigaciones recientes se han concentrado en algunos métodos, tales como vías extremas, análisis de modo elemental, análisis de flujo y un número de otros métodos de modelaje basados en limitaciones.

### Vías extremas
Investigadores del laboratorio Palsson, utilizan un método de valor singular de descomposición de vías extremas con la finalidad de entender la regulación del metabolismo de los eritrocitos humanos. Para cualquier red metabólica en particular, siempre existe un grupo de vías extremas disponibles. Teniendo en mente lo anterior, Price, Reed y Papin, definen un acercamiento basado en límites, en el cual a través de factores limitantes tales como el balance de materia y tasas máximas de reacción, es posible el desarrollar un espacio de soluciones en el cual se encuentren todas las opciones factibles. Entonces, mediante el uso de un modelo cinético, una única solución que se encuentra dentro del espacio de soluciones de vías extremas, puede ser determinado. En dicho estudio, los investigadores utilizan ambos acercamientos, cinéticos y por límites, para entender el metabolismo de los eritrocitos humanos. En conclusión, al usar las vías extremas los mecanismos regulatorios de una red metabólica se pueden estudiar a detalle.

### Modelo elemental de análisis
El modo elemental de análisis establece una relación con el método de acercamiento utilizado con las vías extremas. Siempre hay un grupo único de modos elementales disponible para cada red metabólica en particular, estas son las sub-redes más pequeñas, permiten a las redes de reconstrucción metabólica el funcionar en un estado constante. Según Stelling, los modos elementales pueden ser utilizados para comprender los objetivos celulares para la red metabólica en general, además el análisis de modos elementales, toma en cuenta consideraciones estequiométricas y termodinámicas al momento de evaluar rutas metabólicas en particular o si una red es factible, junto con el grupo de proteínas/enzimas que participan en ella.

### Comportamientos metabólicos mínimos (CMBs)
En el 2009, Lahlimi y Bockmayr presentaron un nuevo método de acercamiento llamado “comportamientos metabólicos mínimos”, el cual es utilizado para analizar redes metabólicas. Se asemeja a los métodos elementales y de vías extremas ya que se determinan de una manera única por la red que se estudia y producen una descripción completa del cono de flujo. No obstante, la nueva descripción es más compacta en comparación con las provistas por los métodos elementales y de vías extremas, los cuales utilizan descripciones internas basadas en la generación de vectores del cono de flujos, mientras que el método de CMMs utiliza una descripción externa del cono de flujo. Este acercamiento se basa en límites de no-negatividad, los cuales pueden ser identificados mediante reacciones irreversibles y por lo tanto poseen interpretación bioquímica directa. Se puede utilizar CMMs y espacio metabólico reversible para caracterizar una red.

### Análisis de balance de flujo
Una técnica diferente para estimular la red metabólica es el análisis de balance de flujo. Este método utiliza programación linear, pero en contraste con el modo elementario de análisis y vías extremas, únicamente una solución resulta al final. La programación lineal se usa para obtener el máximo potencial de la función objetivo que se observa, y por lo tanto, cuando se utiliza el análisis de flujo de equilibrio, una única solución se encuentra con el problema de optimización. En un enfoque de análisis de flujo de equilibrio, los flujos de intercambio se asignan a los metabolitos que entran o salen únicamente de la red en particular. Esos metabolitos que son consumidos dentro de la red no se les asigna ningún valor de cambio de flujo. Además, los flujos de intercambio, junto con las enzimas pueden tener limitaciones que van desde un valor negativo hasta un valor positivo (por ejemplo: -10 a 10).
Por otra parte, este enfoque particular puede definir con precisión si la estequiometría de la reacción es coherente con las predicciones, por proporcionar flujos para las reacciones equilibradas. Además, el análisis de flujo de equilibrio puede resaltar la vía más eficaz y eficiente a través de la red con el fin de lograr una función objetivo particular. Los estudios de in-activación de genes se pueden realizar utilizando el análisis de flujo de equilibrio. A la enzima que se correlaciona con el gen que debe ser eliminado se le da un valor de restricción de 0. Entonces, la reacción que la enzima particular cataliza es completamente eliminada del análisis.

### Simulación dinámica y estimación de parámetros
Para poder llevar a cabo una simulación dinámica con una red, es necesario el construir un sistema de ecuaciones diferenciales simple el cual describa las tasas de cambio en la cantidad o concentración de cada metabolito. Con esta finalidad, una ley de velocidad la cual determina la tasa de reacción con base a las concentraciones de todos los reactivos es necesaria por cada una de las reacciones que se llevan a cabo. Paquetes de software que incluyen integradores numéricos como COPASI or SBMLsimulator, son capaces de simular las dinámicas del sistema con respecto a una condición inicial. Por lo general las leyes de velocidad contienen parámetros cinéticos con valores inciertos, en muchos casos es deseable el poder estimar dichos parámetros con respecto a series de datos dadas sobre las concentraciones de metabolitos con respecto al tiempo. El sistema debe de reproducir los datos que le son entregados, para la realización de este propósito, la distancia entre los valores dados y el resultado de la simulación se computan, un ejemplo de ello serían las soluciones de los sistemas de ecuaciones diferenciales, entonces los valores de los parámetros entonces son estimados para minimizar dicha distancia. Es posible que tras la realización de las estimaciones anteriormente mencionadas, se quiera estimar la estructura matemática del sistema de ecuaciones diferenciales debido a que no se conozcan las leyes de estado real para las reacciones dentro del sistema que se estudia, con esta finalidad en mente el programa SBMLsqueezer permite la creación automática de leyes de velocidad apropiadas para todas las reacciones dentro de la red.

### Accesibilidad sintética
El acercamiento de accesibilidad sintética tiene como finalidad predecir la letalidad de la represión genes metabólicos específicos dentro de una red, mediante el uso de la topología de la red metabólica para así calcular la suma del mínimo de etapas que se necesitan para atravesar la representación gráfica de la red metabólica que se obtiene a partir de datos de entrada, siendo estos los metabolitos que el ambiente le provee al organismo y siendo los datos de salida los metabolitos que el organismo necesita para sobrevivir. Para simular la eliminación de un gen, las reacciones que se relacionan directamente con el gen son retiradas de la red y la accesibilidad sintética métrica es calculada una vez más. Un incremente en el número total de pasos tiende a causar la muerte del organismo. Wunderlich y Mimy demostraron que este acercamiento sencillo y libre de parámetros predecía la letalidad en E. Coli y S. Cerevisae, al igual que el análisis de modos elementales y el análisis de balance de flujos en una variedad de medios de cultivo.

## Aplicaciones de una reconstrucción
- Existen varias inconsistencias entre el gen, enzima, las bases de datos de reacciones y la literatura publicada con respecto a la información metabólica de un organismo. Una reconstrucción es una verificación sistemática y la recopilación de datos de diversas fuentes, que tenga en cuenta todas las discrepancias.
- La combinación de la información metabólica y genómica relevante de un organismo.
- Comparaciones metabólicas que pueden ser ejecutadas entre varios organismos de la misma especies así como entre diferentes organismos.
- Análisis de la letalidad sintética.[35]
- Predicción de los resultados de la evolución adaptativa.[36]
- Uso en la ingeniería metabólica para las salidas de alto valor.

Las reconstrucciones y su correspondiente modelo permiten la formulación de hipótesis acerca de la presencia de ciertas actividades enzimáticas y la producción de metabolitos que pueden ser probadas de manera experimental, complementando la aplicación del enfoque basado principalmente en el descubrimiento de la bioquímica microbiana tradicional con la investigación basada en hipótesis. Los resultados de estos experimentos pueden descubrir nuevas vías, actividades metabólicas y descifrar las discrepancias entre los datos experimentales anteriores. Información sobre las reacciones químicas del metabolismo y los antecedentes genéticos de diversas propiedades metabólicas (secuencia de estructurar a la función) pueden ser utilizados por los ingenieros genéticos para modificar organismos y generar productos de alto valor médico como los productos farmacéuticos; productos químicos intermediarios de alto valor, tales como terpenos e isoprenoides; o productos biotecnológicos, como los biocombustibles.
La reconstrucción de vías metabólicas y sus modelos son utilizados para comprender como un organismo o parásito funciona dentro de una célula hospedera. Por ejemplo, si el parásito sirve para comprometer el sistema inmune por medio de la lisis de macrófagos, entonces el objetivo de la reconstrucción/simulación metabólica sería determinar los metabolitos esenciales para la proliferación del organismo dentro de los macrófagos. Si el ciclo de proliferación se inhibe, entonces el parásito no continuara para evadir el sistema inmune del hospedero.Un modelo de reconstrucción funciona como un primer paso para descifrar los complicados mecanismos que rodean una enfermedad. Estos modelos también pueden estudiar los mínimos genes necesarios para que una célula mantenga la virulencia. El siguiente paso sería el uso de las predicciones y postulados generados a partir de un modelo de reconstrucción para descubrir nuevas funciones biológicas tales como técnicas de administración e ingeniería de fármacos.

## Otras lecturas
1. Overbeek R, Larsen N, Walunas T, D'Souza M, Pusch G, Selkov Jr, Liolios K, Joukov V, Kaznadzey D, Anderson I, Bhattacharyya A, Burd H, Gardner W, Hanke P, Kapatral V, Mikhailova N, Vasieva O, Osterman A, Vonstein V, Fonstein M, Ivanova N, Kyrpides N. (2003) The ERGO genome analysis and discovery system. Nucleic Acids Res. 31(1):164-71
2. Whitaker, J.W., Letunic, I., McConkey, G.A. and Westhead, D.R. metaTIGER: a metabolic evolution resource. Nucleic Acids Res. 2009 37: D531-8.